# BillKiller
A BillKiller egy androidos okostelefonokra letölthető alkalmazás, amely az előfizetők tényleges mobilhasználati adatait – a telefonhívásokat, valamint az SMS- és adatforgalmat – elemezve kedvezőbb tarifacsomagokat igyekszik ajánlani a felhasználók igényeihez igazítva. Az applikációt a Halmai Attila és Sallai Ákos által alapított BillKiller Kft. 2021 júniusában tette elérhetővé a fogyasztók számára.

## Történet és célkitűzés
A BillKiller indulásáról először 2021 júniusában számolt be a magyar sajtó. Az alkalmazás azóta több mint 5.400 ügyfél számára közel 290 millió forint megspórolható összeget kalkulált összesen, amely felhasználónként átlagosan 53 ezer forintot jelent éves szinten. A BillKiller célkitűzése, hogy újraírja a nem 100 százalékig átlátható, illetve az összehasonlíthatatlan árazásra épülő hagyományos szolgáltatásértékesítési modelleket, továbbá, hogy segítse a fogyasztókat a tudatos pénzügyi döntések meghozatalában.

## A BillKiller Kft. és alapítói
A mobilalkalmazás mögött álló vállalat egy független hátterű, magyar startup, a BillKiller Kft., amelyet 2020. december 11-én Halmai Attila és Sallai Ákos alapítottak. A vállalat finanszírozását a Digitális Jólét Tőkeprogram keretében a Solus Capital Kockázatitőkealap-kezelő Zrt. biztosítja.

## Az applikáció
Az alkalmazás kizárólag androidos okostelefonokra érhető el, mivel az iOS operációs rendszert használó eszközök nem adnak hozzáférést a telefonhasználati adatokhoz (naplófileok). 
Az applikáció nem része a Google Play áruház kínálatának.
A szolgáltatásra e-mail címmel lehet regisztrálni. A regisztrációs mód kiválasztása után a felhasználónak engedélyeznie kell a telefon hívási, SMS és internetes adatainak elemzését, hogy az alkalmazás működőképes legyen. Ezt követően meg kell adni az aktuális szolgáltatót, a tarifacsomag havidíját, a havi adatforgalmi keretet, valamint a hűségidő hátralévő tartamát – ha van. A megadott paraméterek után a “Kalkuláció” gombra kattintva a BillKiller felkínálja a telefonhasználati szokásokhoz elérhető legkedvezőbb csomagokat, illetve megmutatja a megtakarítás 12 hónapra vetített lehetséges összegét.
Az elemzett adatok nem kerülnek tárolásra vagy rögzítésre. Az alkalmazás jogi, adatvédelmi, GDPR és IT biztonságát a PricewaterhouseCoopers Magyarország Kft. (PwC) garantálja. A tényleges híváslistához nem fér hozzá az applikáció, csak az előhívószámok szerinti, havonta összesített adatokat látja a BillKiller.

## Kutatások
A BillKiller a Pulzus Kutatóintézet közreműködésével több fogyasztói felmérést is végzett a megalakulása óta. Ezen kutatásokban leginkább a mobiltelefon-előfizetők felhasználói szokásait igyekeztek felmérni a szakemberek. Az eredményekből kiderült többek között, hogy a magyarok ötöde elégedetlen a tarifacsomagjával, és nem független forrásból tájékozódnak a fellelhető előfizetésekről, valamint, hogy a lakosság főként online hívásokkal és üzenetekkel törekszik a mobilhasználati költségek csökkentésére.